# Mères de la place de Mai

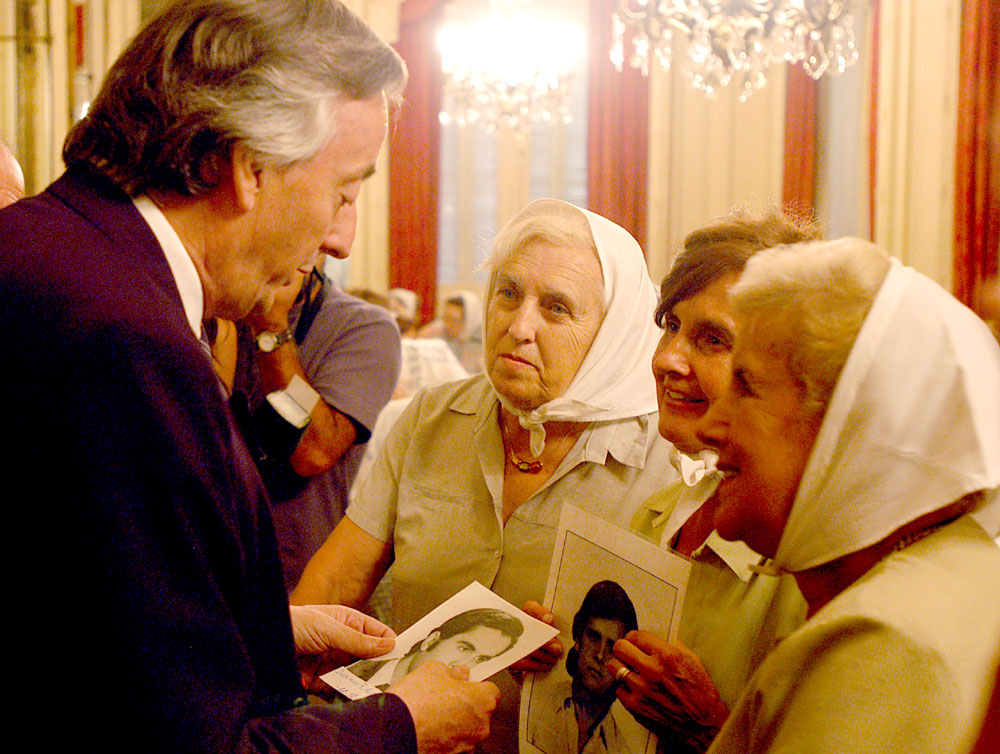
Les Mères avec le président Néstor Kirchner, le 9 février 2005.

Les Mères de la place de Mai (en espagnol : Asociación Madres de Plaza de Mayo) est une association de mères argentines dont les enfants ont « disparu », assassinés pendant la « guerre sale » livrée en particulier par la dictature militaire (1976-1983). Leur nom provient de la place de Mai (en espagnol : Plaza de Mayo), en face de la Casa Rosada du gouvernement à Buenos Aires, où elles effectuent des rondes hebdomadaires depuis le 30 avril 1977.
Depuis la chute du régime dictatorial en 1983, 11 000 disparus ont été formellement identifiés par l’État argentin[réf. nécessaire], mais les historiens et les Mères de la place de mai évaluent à 30 000 le nombre total de disparus.
Les Mères de la place de Mai sont, en Argentine, l’unique organisation de défense des droits de la personne composée exclusivement de femmes durant la dictature . Depuis quarante ans, elles se sont battues pour retrouver leurs enfants enlevés par la dictature militaire (1976-1983). Plusieurs des fondatrices ont été assassinées à leur tour en décembre 1977, en compagnie des religieuses françaises Léonie Duquet et Alice Domon, par un commando dirigé par le colonel Alfredo Astiz.
À la fin des années 1970 et au début des années 1980, le gouvernement dictatorial voulait faire passer pour « folles » ces mères et grands-mères parties à la recherche de leurs enfants disparus. La junte les affublait de ce sobriquet pour tenter de discréditer —comme s'il était une aberration sans objet— leur mouvement, lequel, s'exprimant au grand jour et de manière non violente, uniquement par des femmes pour la plupart déjà d'un certain âge, était difficile à réprimer frontalement. L’expression des « folles de la Place de Mai » fit dès lors le tour du monde et devint, à l’inverse de l’effet recherché par la dictature militaire, synonyme de résistance, et même d'un certain « héroïsme revendicatif » comme l'appelle Mercedes López-Baralt (de l’université de Puerto Rico). Comme le dit Estela Barnes de Carlotto, l'actuelle présidente des « Abuelas de la Plaza de Mayo » [grand-mères de la Place de Mai] dans une interview de 2016 : 

« La dictature nous appelait « les folles de la Place de Mai » ou « les mères de terroristes », et ces noms, au début, ont beaucoup été repris. Nous avons continué à chercher des explications, à frapper aux portes, pour nos fils et pour les fils de nos fils, et à force d’insister, nos voix ont commencé à se faire entendre. Quarante ans après le coup d’État civico-militaire en Argentine, plus personne aujourd’hui ne nous traite de « folles », ou seulement affectueusement. Ce qu’on réclame aujourd’hui, c’est ranger sous un même drapeau tous ceux qui ont compris que la mémoire, la vérité et la justice sont les piliers sur lesquels nous nous devons de construire, jour après jour, une démocratie meilleure. »

Le Parlement européen leur a délivré en 1992 le prix Sakharov pour la liberté de pensée. En 2006, tout en continuant les marches hebdomadaires sur la place de Mai, les Mères ont cessé les « Marches de la Résistance » entamées en 1981, considérant que le gouvernement de Néstor Kirchner (Front pour la victoire-Parti justicialiste) avait démontré une volonté véritable de faire juger les responsables de violations des droits de l’homme.

## La dictature

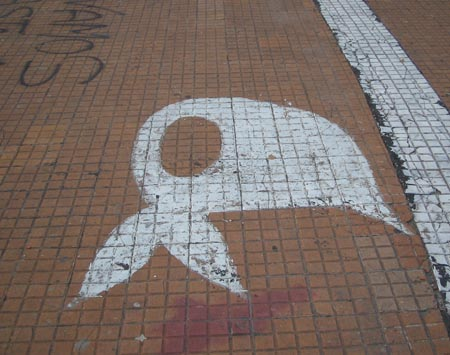
Le châle blanc des mères de la place de Mai, peint sur le sol de la place de Mai, à Buenos Aires.

En signe de protestation, les Mères portent des foulards blancs (à l’origine : les langes en tissu de leurs bébés) pour commémorer la disparition de leurs enfants. Le nom des organisations vient de la place de Mai (Plaza de Mayo) au centre de Buenos Aires et devant le siège du gouvernement, la Casa Rosada. Elles se rassemblent tous les jeudis après-midi et tournent sur la place pendant une demi-heure, dans le sens inverse des aiguilles d’une montre, remontant ainsi symboliquement le temps et critiquant l’impunité des militaires responsables des massacres et des tortures.
L'association des mères de la place de Mai avait été formée dans l’espoir de trouver les fils et filles disparus, enlevés par des agents du gouvernement argentin pendant la « guerre sale » des années 1970-1980. La plupart ont été torturés et tués. Les 14 fondatrices de l'association, Azucena Villaflor, Berta Braverman, Haydée García Buelas, María Adela Gard de Antokoletz, Julia Gard, María Mercedes Gard et Cándida Gard (quatre sœurs), Delicia González, Pepa Noia, Mirta Baravalle, Kety Neuhaus, Raquel Arcushin, et De Caimi, ont commencé les manifestations sur la place de Mai, devant la Casa Rosada le 30 avril 1977, un peu plus d'un an après le coup d'État militaire, espérant alors obtenir une entrevue avec le chef de la junte, Jorge Videla. Les militaires leur ayant ordonné de « circuler » en raison de l’état de siège, les mères ont tourné en rond sur la place. Le vendredi suivant, d'autres mères vinrent, dont Hebe de Bonafini, de La Plata. Villaflor avait passé six mois à chercher l’un de ses fils et sa nièce avant la création de l'association.
Entre les 8 et 10 décembre 1977, un « groupe de travail » de l’ESMA, dirigé par le colonel Alfredo Astiz, enleva douze personnes liées aux Mères, dont les fondatrices Azucena Villaflor, María Ponce de Bianco et Esther Ballestrino, ainsi que les religieuses françaises Léonie Duquet et Alice Domon. Les trois fondatrices étaient des piliers du mouvement, ayant plus d’expérience que les autres (nombre des mères étaient analphabètes) : Villaflor venait ainsi d'une famille péroniste combative et avait milité dans un syndicat auparavant ; María Ponce avait milité au sein de l'Église du Tiers-monde et Esther Ballestrino était une bio-chimiste d’origine paraguayenne.
Le groupe, qui se faisait connaître par bouche-à-oreille, devint célèbre avec la Coupe du monde de football de 1978, la télévision hollandaise décidant un jeudi de montrer leur marche (qui avait été décalée à ce jour) plutôt que de diffuser un match. On leur permit alors de voyager, Amnesty International finançant un voyage en 1979 aux États-Unis et en Europe afin qu'elles puissent faire connaître les agissements de la junte.

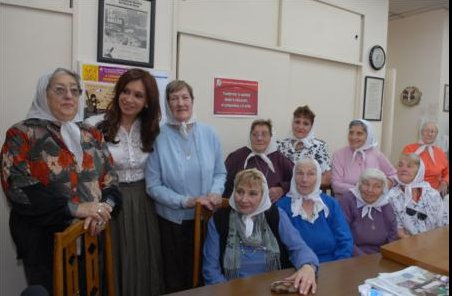
de la fondation des Mères de la place de mai, en présence de Cristina Kirchner, alors sénatrice.

En 1980, le Prix Nobel de la paix Adolfo Pérez Esquivel et Emilio Mignone commencèrent à rendre publiques leurs convictions intimes selon lesquelles les « disparus » auraient tous été morts, que les camps de détention auraient été vidés lors du passage de la Commission des droits de l'homme des Nations Unies en 1979 et qu'on ne pouvait par conséquent plus rien faire. Alors en Suède, les Mères, dont Hebe de Bonafini, lancèrent alors le slogan « Apparition en vie! » (ou « Qu'ils ré-apparaissent en vie! »), refusant d'admettre la mort des disparus sans preuve de celle-ci, ni déclaration officielle à leur sujet, ni certificat de décès, ni dépouille.
À partir de 1981, les Mères commencèrent, en pleine dictature, les « Marches de la Résistance » réclamant le respect des droits de la personne. Celles-ci continuèrent lors de la transition démocratique afin de revendiquer le jugement des responsables des crimes contre l'humanité, et ne cessèrent qu'en 2006, les Mères et Grands-mères considérant alors que le gouvernement de Néstor Kirchner s'impliquait suffisamment dans la volonté de faire juger les responsables de la répression systématique.
En 1982, les Mères refusèrent de soutenir la guerre des Malouines, affirmant qu'il s'agissait d'une autre entreprise mortifère de la junte et que les morts de la guerre seraient aussi leurs morts, avec le slogan « les Malouines sont argentines, les disparus aussi ». Il s'agissait-là d'une posture rare, la majorité des organisations politiques ayant soutenu par patriotisme la revendication contre la souveraineté britannique sur ces îles.

## Transition démocratique, scission, actions actuelles et controverses

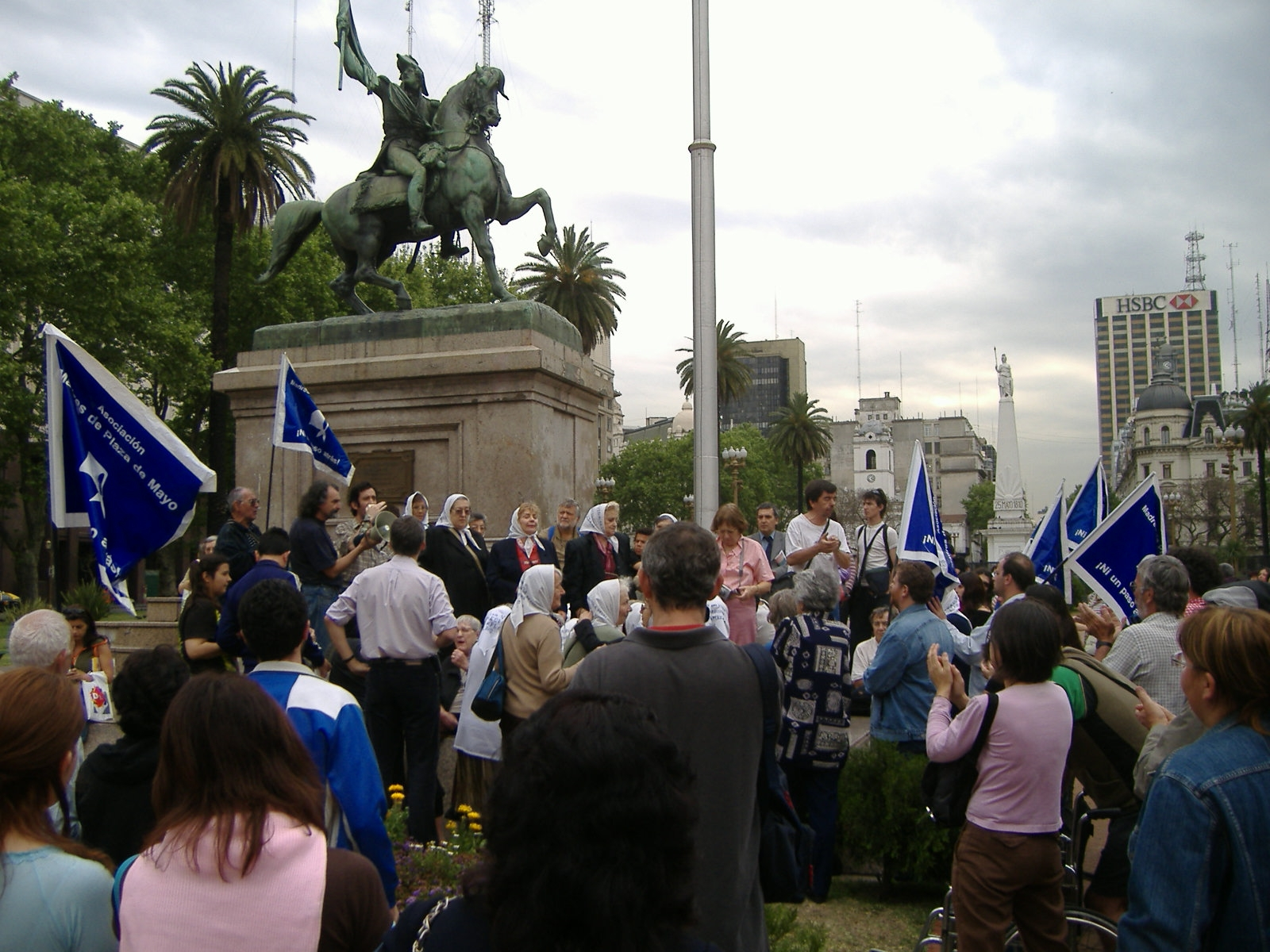
Manifestation des Mères de la place de Mai (14 octobre 2005).

Ces dernières années, l’association s’est agrandie, et est devenue plus insistante dans ses demandes de réponses sur les disparitions forcées pendant la « guerre sale », après que les militaires eurent abandonné le pouvoir au profit d’un gouvernement civil en 1983.
En 1986, après le Procès de la junte, le mouvement s’est scindé en deux, avec d'un côté les « Mères de la place de Mai, ligne fondatrice » et de l’autre l’« Association des mères de la place de Mai », en raison de divergences concernant l’attitude à suivre face au gouvernement de Raúl Alfonsín, élu en 1983, ainsi qu’à divers enjeux politiques.
D’abord, les « Mères de la place de Mai, ligne fondatrice » ont accepté les dédommagements versés à certaines familles par le gouvernement d’Alfonsín (200 000 dollars), alors que les autres refusaient des compensations pécuniaires et affirmaient que celles-ci allaient interférer avec les procès et prépareraient la voie à des amnisties ultérieures (votées en 1986-87 avec la loi du point final et la loi de l'obéissance due, et suivies par les grâces accordées par Carlos Menem et Eduardo Duhalde dans les années 1990). Par ailleurs, la « ligne fondatrice » refusait à l’origine les prises de parole en public des Mères sur la place de Mai, vers 1984-85, préférant les marches silencieuses. Enfin, les mères qui font aujourd’hui partie de la « ligne fondatrice » s’opposaient en 1986, quand une présidente de l’Association devait être élue, à ce que des femmes ne provenant pas de Buenos Aires participent à l’association, et se sont alors retirées.
Par la suite, la « ligne fondatrice » s’est déclarée en faveur de l’exhumation des corps et de l’identification des victimes effectuée grâce aux travaux de l’Equipe argentine d'anthropologie judiciaire (es) (EAAF, fondée en 1986). Elles veulent à la fois faire le deuil et faire juger les responsables des violations des droits de l’homme.

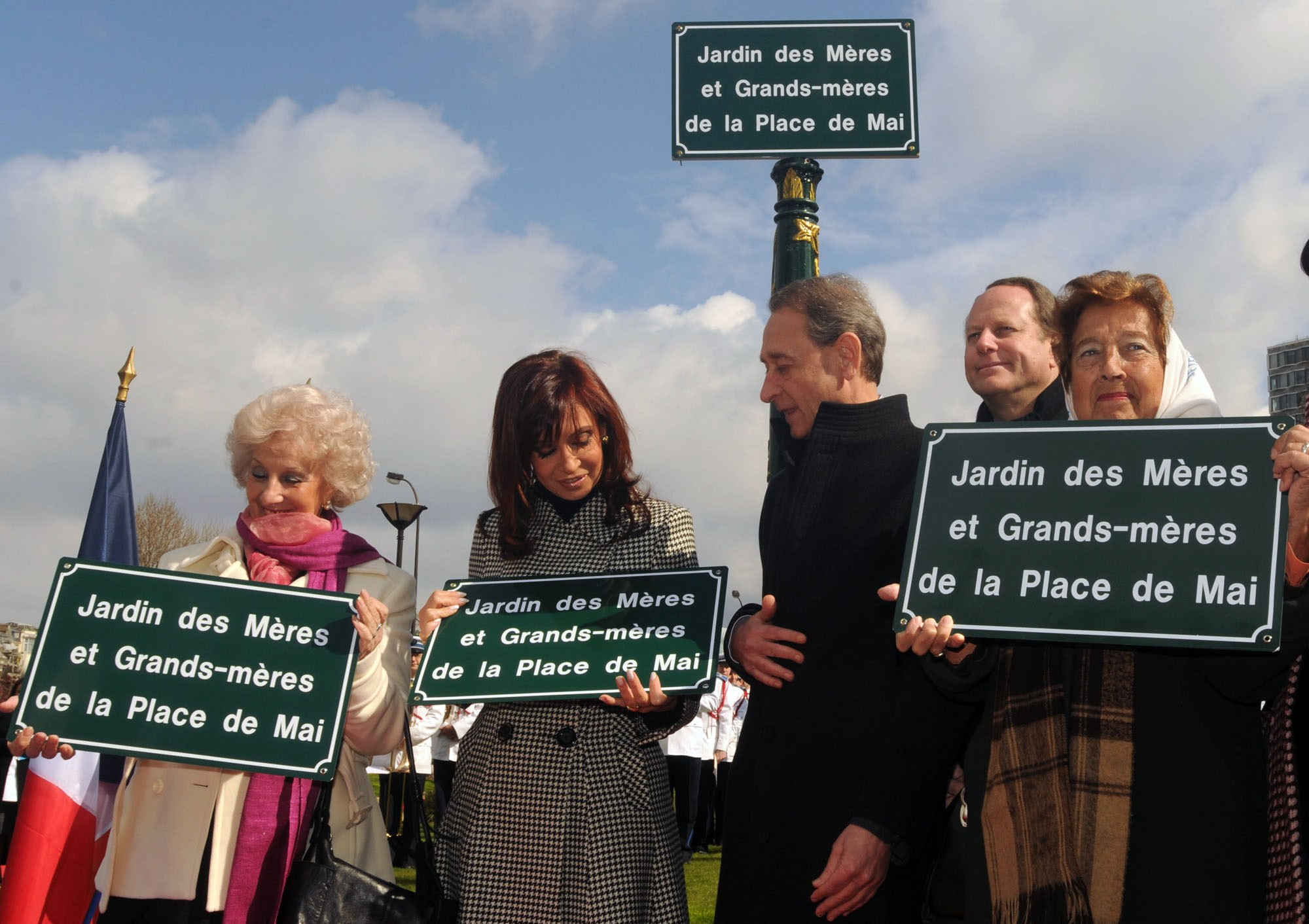
Inauguration du jardin des Mères-et-Grands-Mères-de-la-Place-de-Mai à Paris (, angle rue Balard et quai André-Citroën), le 7 avril 2008. De gauche à droite : la présidente des Grands-mères de la place de Mai, Estela B. de Carlotto, la présidente de l’Argentine Cristina Kirchner, le maire de Paris, Bertrand Delanoë, et le maire d’arrondissement du de Paris Philippe Goujon.

En revanche, l’Association des Mères de la place de Mai se montre davantage politisée, et essaie de faire survivre les rêves, et les idées politiques des enfants disparus. Elles refusent tout hommage ou commémoration qui ferait abstraction  de l'engagement politique et « révolutionnaire » de leurs enfants disparus. Par ailleurs, autour de l'idée d'une « socialisation de la maternité », elles ont transformé les luttes individuelles pour leurs enfants en luttes collectives pour toutes les victimes de la dictature et, en général, pour tous les acteurs des mouvements sociaux à travers le monde. Sa présidente, Hebe de Bonafini, déclare ainsi :

« Nous n'acceptons aucune charge politique, mais nous faisons de la politique. Nous ne sommes pas un organisme des droits de l'homme ni une ONG, mais une organisation politique, sans parti. »

L'Association est composée de femmes convaincues que leurs enfants sont morts, et conscientes que la plupart ont été torturés et assassinés, mais qui éprouvent plus de difficulté à admettre l'exhumation des corps, qu'elles ressentent comme un traumatisme. Revendiquant ainsi l'apparition « en vie » des disparus qu'elles savent pourtant décédés, elles s'opposent à toute négociation avec le pouvoir et à toute indemnisation. Bonafini déclare ainsi devant l'UNESCO:

« Nous ne vendrons jamais le sang de nos enfants. Il n’y a pas d’argent qui puisse payer la vie de ceux qui l’ont donnée pour le peuple. Les réparations économiques nous répugnent, nous voulons la justice. Nous voulons la prison pour les assassins, qu’ils soient incarcérés. (...) Nous ne voulons pas non plus de monuments, tout est sur la mort, monument aux morts, réparation pour les morts, exhumation des morts, musée des morts. Nous les Mères avons lutté toute la vie pour la vie : nous n’avons jamais imaginé que nos enfants pouvaient être morts. »

Un spécialiste du mouvement, M. G. Bouvard, a écrit que l'Association veut une « complète refonte de la culture politique en Argentine », et embrasse une « vision d'un système socialiste, libéré de la domination des intérêts individuels »[réf. nécessaire]. L'Association a participé par la suite à plusieurs voyages, visitant Cuba en 1988, puis le Mouvement des sans-terre au Brésil, le Pérou, le Chiapas, la Yougoslavie, Israël et la Palestine, l'Irak... Le Journal des mères de la place de Mai est entré en 2005 dans le réseau de presse « non-alignée » du Réseau Voltaire [réf. nécessaire]. Le 26 janvier 2006, l'Association mit fin aux Marches de la Résistance, Bonafini déclarant alors en référence à la politique du président Kirchner: « il n'y a plus d'ennemi à la Casa de Gobierno. » Les artistes León Gieco et Víctor Heredia étaient invités à cette dernière marche. Celles de la Place de mai continuent toutefois, tandis que la présidente des Grands-mères a rappelé « qu'on ne savait toujours pas où étaient passés les 30 000 disparus ».
En décembre 1987, Sting chanta sur scène They dance alone en hommage aux Mères, ce qui initia un mouvement chez les musiciens argentins pour évoquer les droits de la personne (dont le groupe de rock Todos Tus Muertos dont le nom même est explicite, ainsi que la couverture de leur album représentant les photos des « disparus »). Un nouveau concert organisé par Amnesty lors de la tournée Human Rights Now! (en) eut lieu en 1988, en présence de Charly García et de León Gieco aux côtés de diverses stars internationales.
Depuis, les Mères de la Place de mai ont ouvert une librairie et café littéraire dénommée Osvaldo Bayer, d'après l'historien des mouvements sociaux auteur d'un livre célèbre sur l'anarchisme en Argentine, et organisées à partir de 2000 des Universités populaires. Le soutien des Mères au gouvernement Kirchner a conduit à diverses tensions avec des proches, dont notamment le journaliste Herman Schiller (es), qui a enseigné jusqu'en 2007 l'histoire des mouvements ouvriers à l'Université populaire et qui s'est présenté sur les listes de la Gauche unie aux élections municipales de Buenos Aires en 2000 et 2003, ou Nestor Kohan. Par ailleurs, les Mères ont une radio depuis 2005 (La voz de las Madres (es)), qui diffuse par les ondes et sur Internet. Enfin, en février 2010, l'association s'est jointe à la plainte déposée contre le maire de Buenos Aires, Mauricio Macri, à la suite de sa décision de doter la police métropolitaine de Buenos Aires d'armes Taser; Hebe de Bonafini qualifie l'engin d'« instrument de supplice électrique ».
Sur le plan international, Hebe de Bonafini affiche des positions extrêmement polémiques. Elle s'est ainsi publiquement réjouie des attentats du World Trade Center du 11 septembre 2001. Elle a également affiché de manière virulente son rejet des migrants boliviens en Argentine et a apporté son soutien à l'ETA conduisant plusieurs municipalités espagnoles à cesser leur soutien à l'association des Mères de la Place de Mai.
En 2019, elle prend la défense du régime de Nicolas Maduro au Venezuela en le qualifiant de "pure démocratie" alors que le pays était secoué par d'importantes manifestations.

## Exhumation des corps des mères disparues

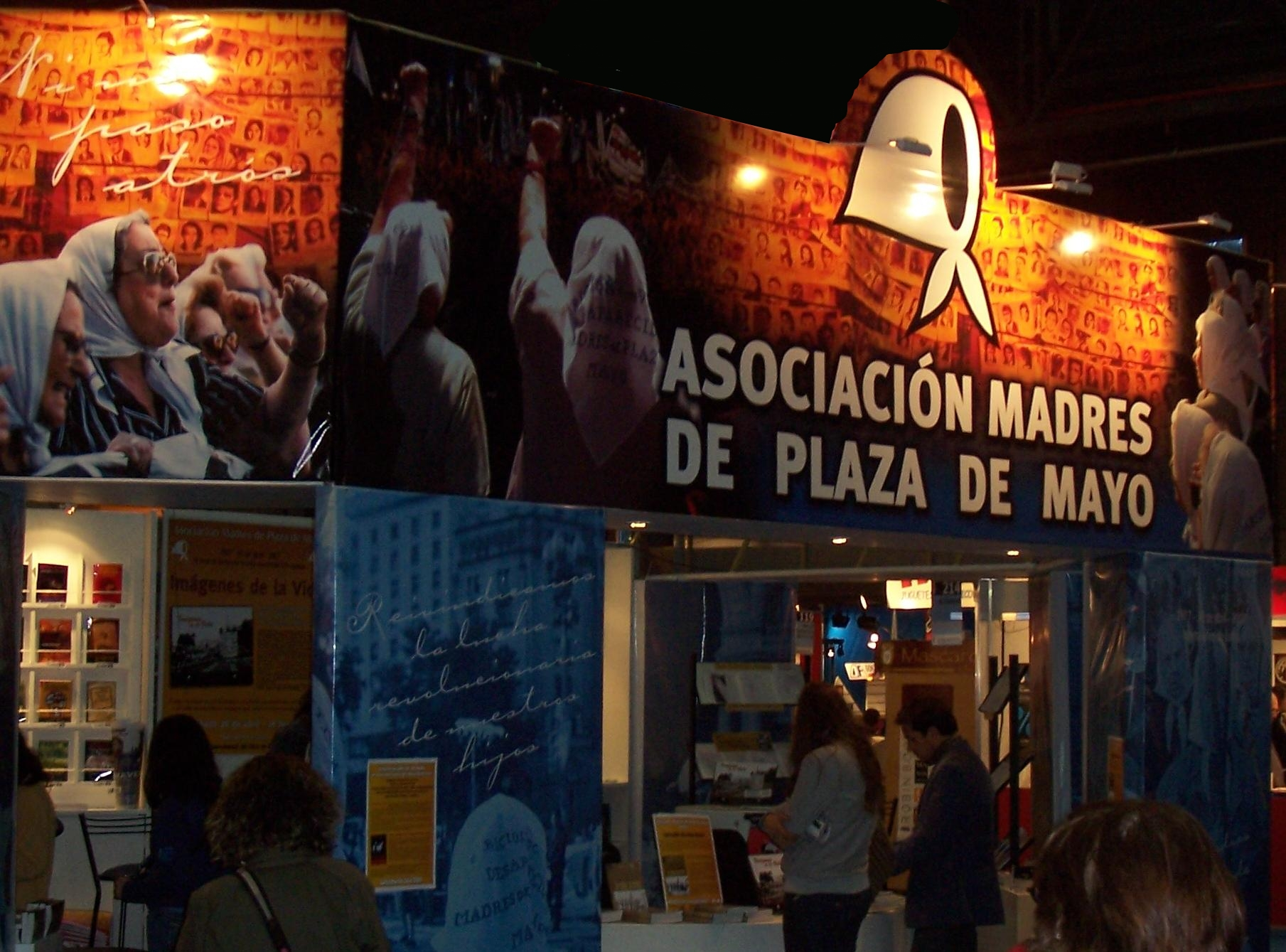
Stand des Mères à la internationale du livre à Buenos Aires (2007).

En janvier 2003, le cadavre de la religieuse française Léonie Duquet, enlevée en 1977 avec les fondatrices par le groupe d'Alfredo Astiz, a été exhumé, sans que son identité fut alors établie. Les tests ADN ont ensuite bien conclu, le 30 août 2003, que le corps exhumé était celui de Duquet.
Les corps d'Azucena Villaflor, d'Esther Careaga et de María Eugenia Bianco, ont aussi été identifiés mi-2005. Les cendres de Villaflor ont été enterrées au pied de la pyramide de Mai, sur la Place de Mai, le 8 décembre 2005. Le 29 novembre 2017, Astiz est inculpé dans le méga-procès de l'ESMA pour crimes contre l'humanité.

## Les grands-mères
L’association des Grands-Mères de la place de Mai a été fondée en 1977, pour tenter de retrouver les petits-enfants enlevés pendant la répression et les renvoyer vers leurs familles. Leur travail a permis d’identifier 119 des 500 enfants enlevés ou nés en détention durant la période militaire et clandestinement adoptés par les familles des militaires, policiers ou de proches du pouvoir. Elles réclament notamment que les deux enfants d'Ernestina Herrera de Noble, la PDG du puissant groupe de presse Clarín, délivrent à la justice des échantillons ADN afin d'assurer qu'ils ne font pas partie des bébés séquestrés, ce qui est soupçonné par les enquêteurs.
Le 10 décembre 2003, la fondatrice et présidente de l’association, Estela Barnes de Carlotto, a reçu le Prix des droits de l'Homme de l'ONU. Le 5 août 2014, Estela Barnes de Carlotto annonce à la presse avoir retrouvé Guido né de sa fille Laura. Laura Carlotto avait été arrêtée le 26 novembre 1977 à Buenos Aires alors qu'elle était enceinte de deux mois et demi, avant d'être assassinée par ses tortionnaires,.

## HIJOS
En 1995, HIJOS (« les fils », acronyme de Hijos por la Identidad y la Justicia contra el Olvido y el Silencio (es), ou « Fils pour l'identité et la justice contre l'oubli et le silence ») se sont constitués pour lutter contre l'amnistie politique des responsables des violations des droits de l'homme et réclamer l'ouverture de poursuites judiciaires contre les agents de la dictature. Ils ont organisé des scratch (manifestations bruyantes) près des domiciles des bourreaux, afin de dévoiler leur nouvelle identité au voisinage et pour attirer l'attention publique sur l'impunité dont ils bénéficiaient.
HIJOS œuvre aussi en faveur d'une reconstitution exacte de l'histoire de l'Argentine et contre la censure. L'association est composée d'enfants des victimes de la dictature et présente dans 17 autres pays. Toutes les décisions sont prises collectivement lors des assemblées générales.

## Hommage
Daniel Balavoine a écrit et composé une chanson en leur hommage. Elle est nommée Revolución et fait partie de l'album Loin des yeux de l'Occident.
En 1999, Patrick Bruel, dans son album Juste avant, écrit la chanson Nunca mas, qui rend hommage à ces femmes.
Sting, le chanteur et bassiste de Police, leur a aussi comme on l'a vu rendu hommage dans un thème de l'un des plus célèbres de ses albums solo : …Nothing Like the Sun [...Rien comme le Soleil], sorti en 1987 et réédité en 2016. Ce thème s'appelle « They Dance Alone (Cueca Solo) ».
Le groupe de rock irlandais U2 dédie le titre Mothers of the Disappeared à ce sujet dans leur album à succès The Joshua Tree, sorti en 1987. Lors d'un concert à Santiago du Chili le 11 février 1998, le groupe invite sur scène de nombreuses mères de la place de Mai, Bono leur permet de dire les noms de leurs proches pendant la chanson.

## Au cinéma
- 1985 : L'Histoire officielle de Luis Puenzo, évoque ces évènements.
- 2012 : Enfance Clandestine de Benjamin Avila.